# Charleville-sous-Bois
Charleville-sous-Bois est une commune française située dans le département de la Moselle, en région Grand Est.

## Géographie
| Saint-Hubert | Burtoncourt           | Guinkirchen   |
| Vry          | Charleville-sous-Bois | Hinckange     |
| Hayes        |                       | Condé-Northen |

### Localisation
La commune se situe dans le site inscrit de la  vallée de la Canner.

### Écarts et lieux-dits
La commune possède plusieurs écarts : Épange, Mussy-l'Évêque, Nidange, Rénange et Saint-Michel.

### Hydrographie
La commune est située dans le bassin versant du Rhin au sein du bassin Rhin-Meuse. Elle est drainée par le ruisseau le Patural.

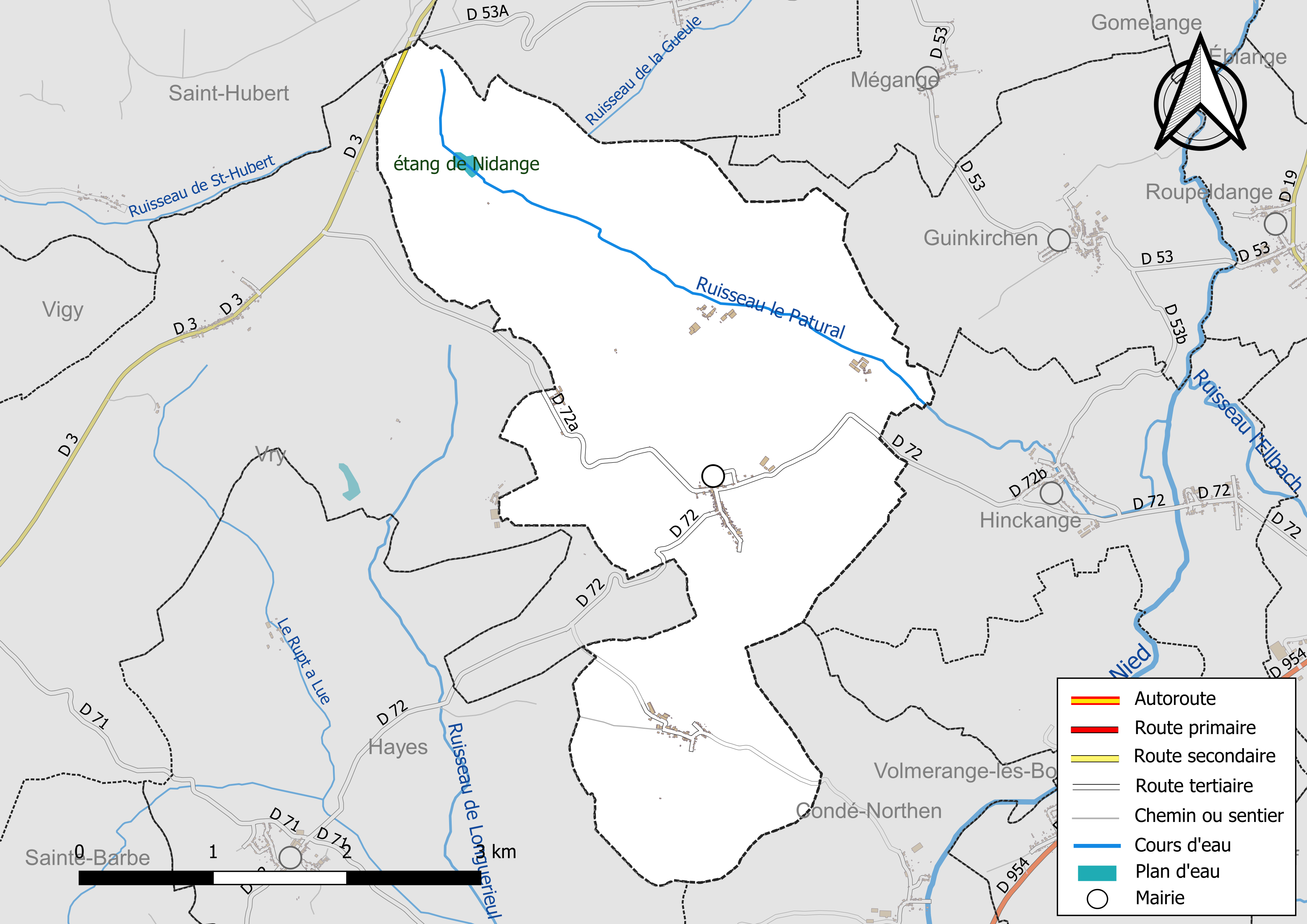
Réseaux hydrographique et routier de Charleville-sous-Bois.

### Climat
Pour des articles plus généraux, voir Climat du Grand Est et Climat de la Moselle.
En 2010, le climat de la commune est de type climat des marges montargnardes, selon une étude du Centre national de la recherche scientifique s'appuyant sur une série de données couvrant la période 1971-2000. En 2020, Météo-France publie une typologie des climats de la France métropolitaine dans laquelle la commune est exposée à un climat semi-continental et est dans la région climatique  Lorraine, plateau de Langres, Morvan, caractérisée par un hiver rude (1,5 °C), des vents modérés et des brouillards fréquents en automne et hiver. 
Pour la période 1971-2000, la température annuelle moyenne est de 9,6 °C, avec une amplitude thermique annuelle de 16,8 °C. Le cumul annuel moyen de précipitations est de 819 mm, avec 12,1 jours de précipitations en janvier et 9,2 jours en juillet. Pour la période 1991-2020, la température moyenne annuelle observée sur la station météorologique de Météo-France la plus proche, « Malancourt », sur la commune d'Amnéville à 21 km à vol d'oiseau, est de 10,2 °C et le cumul annuel moyen de précipitations est de 884,1 mm. 
La température maximale relevée sur cette station est de 39,3 °C, atteinte le 25 juillet 2019 ; la température minimale est de −17,9 °C, atteinte le 5 janvier 1985,,. 
Les paramètres climatiques de la commune ont été estimés pour le milieu du siècle (2041-2070) selon différents scénarios d'émission de gaz à effet de serre à partir des nouvelles projections climatiques de référence DRIAS-2020. Ils sont consultables sur un site dédié publié par Météo-France en novembre 2022.

## Urbanisme

### Typologie
Au 1er janvier 2024, Charleville-sous-Bois est catégorisée commune rurale à habitat dispersé, selon la nouvelle grille communale de densité à sept niveaux définie par l'Insee en 2022.
Elle est située hors unité urbaine. Par ailleurs la commune fait partie de l'aire d'attraction de Metz, dont elle est une commune de la couronne,. Cette aire, qui regroupe 245 communes, est catégorisée dans les aires de 200 000 à moins de 700 000 habitants,.

### Occupation des sols
L'occupation des sols de la commune, telle qu'elle ressort de la base de données européenne d’occupation biophysique des sols Corine Land Cover (CLC), est marquée par l'importance des territoires agricoles (53,3 % en 2018), une proportion sensiblement équivalente à celle de 1990 (53 %). La répartition détaillée en 2018 est la suivante : 
forêts (44,8 %), prairies (27,8 %), terres arables (25,4 %), zones urbanisées (2 %). L'évolution de l’occupation des sols de la commune et de ses infrastructures peut être observée sur les différentes représentations cartographiques du territoire : la carte de Cassini (XVIIIe siècle), la carte d'état-major (1820-1866) et les cartes ou photos aériennes de l'IGN pour la période actuelle (1950 à aujourd'hui).

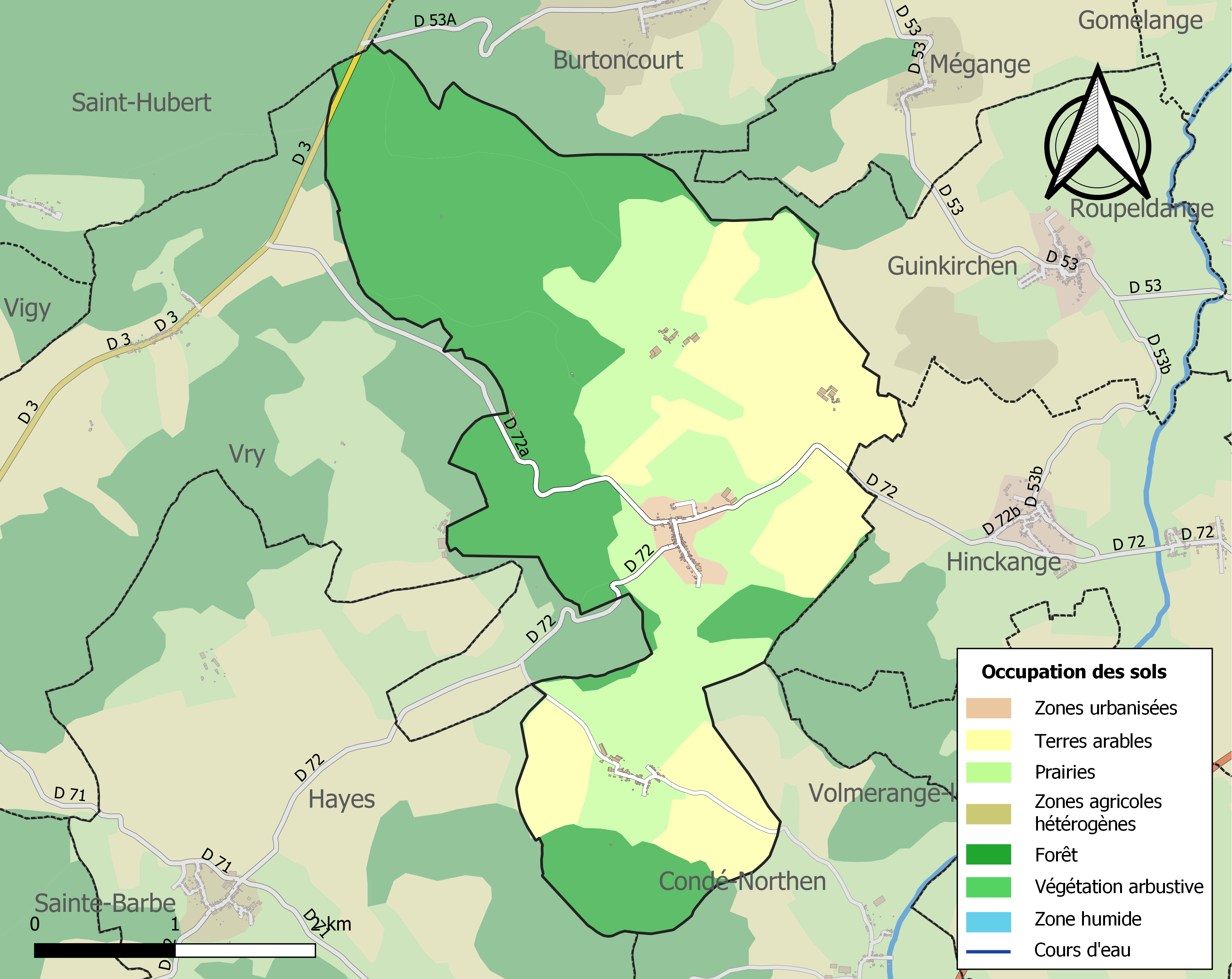
Carte des infrastructures et de l'occupation des sols de la commune en 2018 (CLC).

## Toponymie
- Charleville-sous-Bois : Charleville (1793)[14], Karlheim (1871), Charleville (1919), Charleville-sous-Bois (1928)[14], Karlsheim am Wald (1940-1944), Charleville-sous-Bois (1945).
- Épange : D’un nom de personne germanique Eppo suivi du suffixe -ing francisé en -ange : Eppange (1147), Epinge (1148), Epingen (1184), Appingis (1295), Epengen (1594), Espange ou Esping (XVIIIe siècle)[15], Épinger-Hoff (1845)[16].
- Nidange : Nitelvilla (909)[17], Nydenges (1031), Nidingis (1147), Nydenge (1429), Nidengen (1510)[15].
- Rinange : Rininga (1409)[17], Rinange (1627), Renange ou Reininger-Muhl (1845)[16].

## Histoire
- Fut fondée en 1618 par le duc Charles III de Lorraine, abbé commendataire de l’abbaye cistercienne de Villers-Bettnach[15].
- Dépendait de l’ancienne province de Lorraine (bailliage de Boulay). Territoire de l’abbaye.
- Charleville absorbe Mussy-l’Évêque et Nidange par décret de Napoléon Ier de 1811. Epange faisait partie de la communauté de Belle-Fontaine, annexe de Villers-Bettnach. Réunie à la commune de Charleville par décret du 10 mars 1809.

## Politique et administration
| Période                                  | Période   | Identité          | Étiquette | Qualité |
| ---------------------------------------- | --------- | ----------------- | --------- | ------- |
| Les données manquantes sont à compléter. |           |                   |           |         |
| mars 1989                                | mars 1995 | Gilbert Ziegler   |           |         |
| mars 1995                                | ?         | Jacqueline Losson |           |         |
| mai 2020                                 | En cours  | Jérôme Cridelich  |           |         |

## Démographie
L'évolution du nombre d'habitants est connue à travers les recensements de la population effectués dans la commune depuis 1793. Pour les communes de moins de 10 000 habitants, une enquête de recensement portant sur toute la population est réalisée tous les cinq ans, les populations de référence des années intermédiaires étant quant à elles estimées par interpolation ou extrapolation. Pour la commune, le premier recensement exhaustif entrant dans le cadre du nouveau dispositif a été réalisé en 2006.

En 2022, la commune comptait 285 habitants, en évolution de −10,66 % par rapport à 2016 (Moselle : +0,52 %, France hors Mayotte : +2,11 %).
| 1793 | 1800 | 1806 | 1821 | 1836 | 1841 | 1861 | 1866 | 1871 |
| ---- | ---- | ---- | ---- | ---- | ---- | ---- | ---- | ---- |
| 198  | 196  | 221  | 384  | 533  | 481  | 445  | 420  | 394  |

| 1875 | 1880 | 1885 | 1890 | 1895 | 1900 | 1905 | 1910 | 1921 |
| ---- | ---- | ---- | ---- | ---- | ---- | ---- | ---- | ---- |
| 371  | 370  | 369  | 344  | 292  | 282  | 264  | 267  | 202  |

| 1926 | 1931 | 1936 | 1946 | 1954 | 1962 | 1968 | 1975 | 1982 |
| ---- | ---- | ---- | ---- | ---- | ---- | ---- | ---- | ---- |
| 266  | 275  | 287  | 280  | 226  | 194  | 190  | 167  | 178  |

| 1990 | 1999 | 2006 | 2011 | 2016 | 2021 | 2022 | - | - |
| ---- | ---- | ---- | ---- | ---- | ---- | ---- | - | - |
| 199  | 222  | 272  | 252  | 319  | 297  | 285  | - | - |

## Culture  locale et patrimoine

### Lieux et monuments

#### Édifices civils

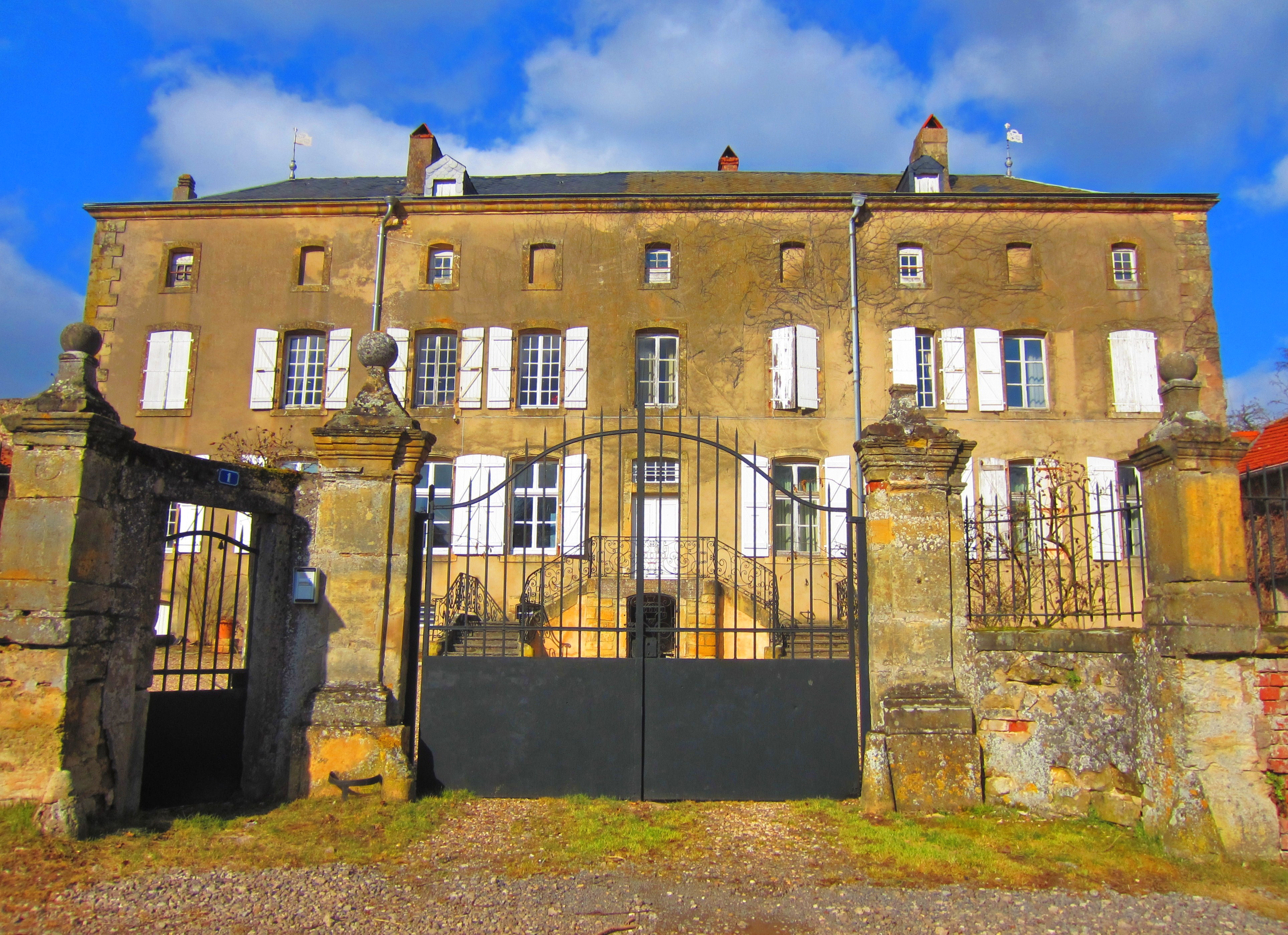
Château du XVIIIe siècle.

- Le château de Charleville-sous-Bois inscrit au titre des monuments historiques par arrêté du 29 juin 1993[21].
- La Maison de la famille de Vaugelet XVIIe siècle
- Le Château Rexroth se situe dans la forêt de Befey, en 1912 l’industriel Fritz Rexroth (IDÉAL Tannerie de Wiltz S.A.) fit construire un château dans le style des résidences rhénanes. Il sert depuis 1925 de sanatorium et maison de convalescence (Propriété de l'Institut d'Assurances Sociales d'Alsace-Lorraine). En 2009-2010, l’aspect homogène de cet très bel ensemble du début du XXe siècle a été totalement dénaturé par des constructions en rupture architecturale, venant flanquer le château sur ses deux côtés, sans aucun effort d’intégration paysagère et patrimoniale.

#### Édifices religieux
- Église Saint-Claude construite en 1622 : vitraux d’art populaire XVIIIe siècle.
- Chapelle Saint-Jacques-et-Saint-Christophe à Mussy-l’Évêque : abside romane, nef XVIIIe siècle, pierre tombale 1634.
- Calvaire XVe siècle à Mussy.
- Presbytère XVIIIe siècle.

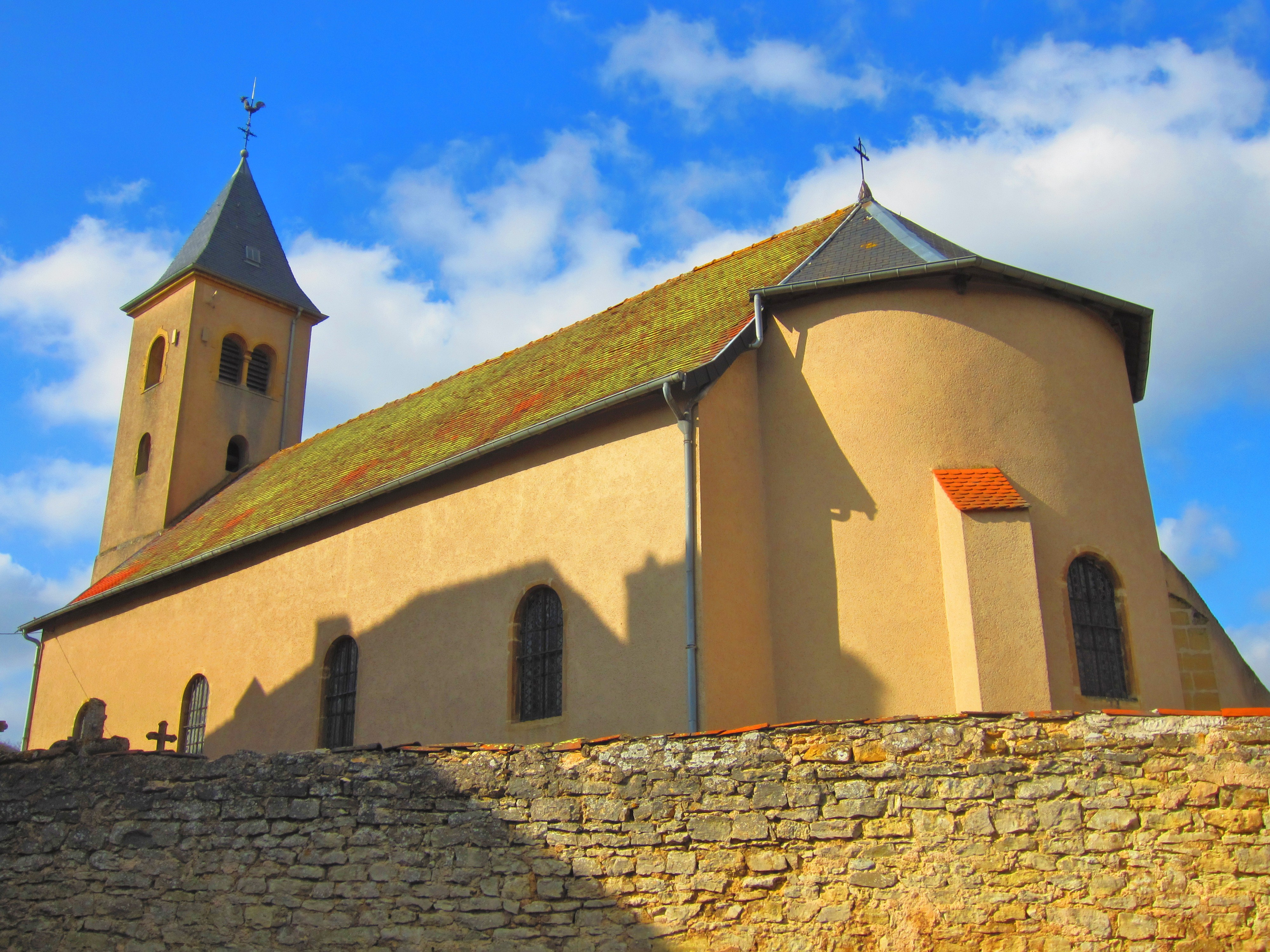
Église Saint-Claude.
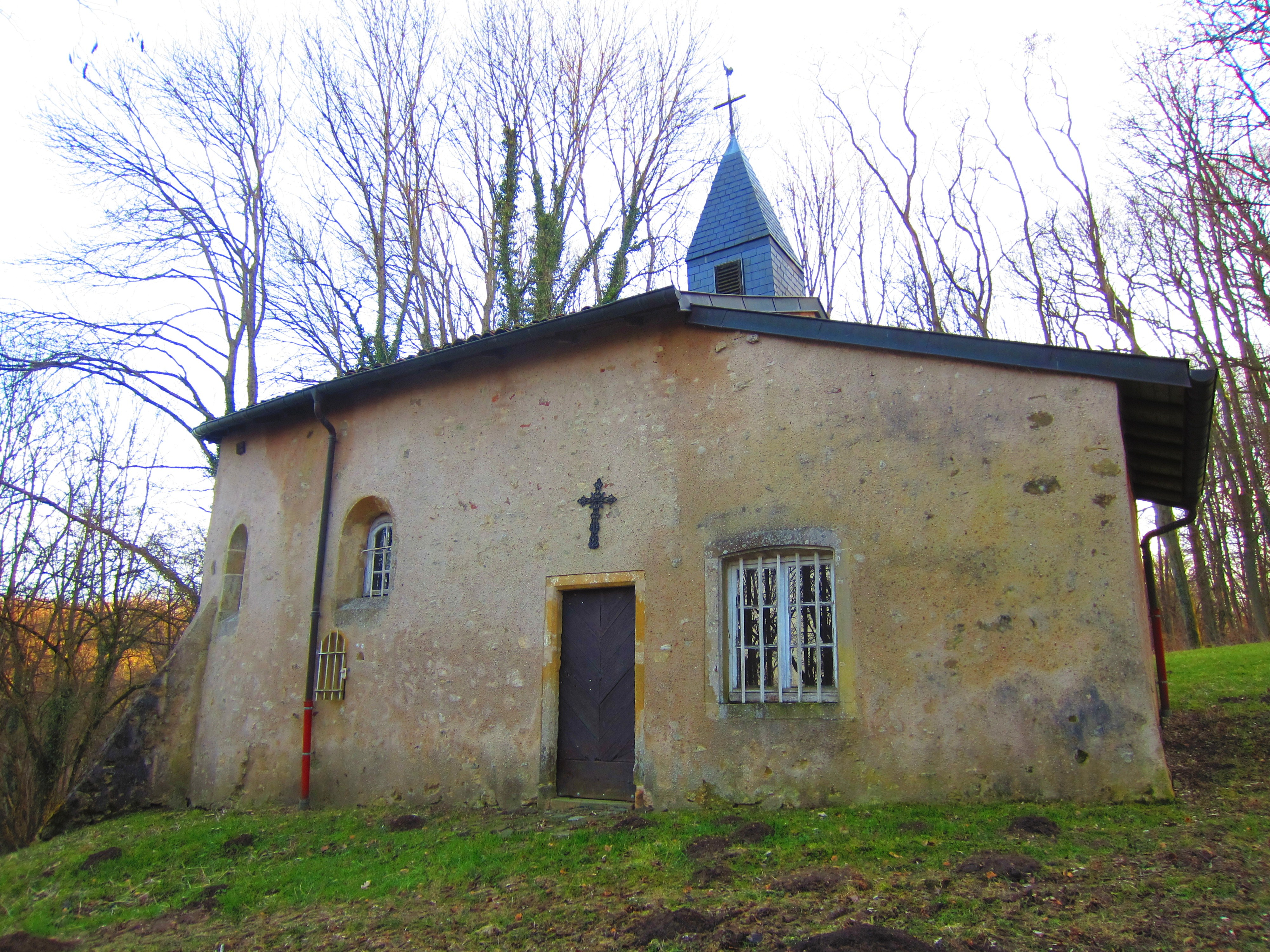
Chapelle Saint-Jacques-et-Saint-Christophe à Mussy-l’Évêque.

### Personnalités liées à la commune
- Honoré Chais, lieutenant en la prévôté de Boulay, anobli en 1715.
- Jacques de Chais, directeur des Chemins, Ponts et Chaussées de Lorraine et du Barrois sous le régime du Duc Léopold.
- Jean-Louis Caillou, seigneur de Valmont, lieutenant-colonel au service de France.
- Jean Baptiste Dufort (1782-1866), gendarme de la compagnie de la Moselle, chevalier de la Légion d’honneur (1831), né à Épange[22].

### Héraldique
| Blason de Charleville-sous-Bois | Blason  | Parti: au 1er d'azur au chevron d'argent bordé de gueules, soutenu d'un croissant d'argent, au 2e de gueules à la croix pattée alésée d'or, cantonnée de quatre besants d'argent; le tout sommé d'un chef d'or chargé de trois étoiles d'azur. |
| Blason de Charleville-sous-Bois | Détails | Le statut officiel du blason reste à déterminer. |

## Pour approfondir